# Три сердца (фильм, 1939)
«Три сердца» (пол. Trzy serca) — польский художественный фильм, снятый в 1939 году режиссёром Михалом Вашиньским.
Экранизация одноименного романа Тадеуша Доленги-Мостовича.
Премьера фильма состоялась 17 марта 1939 года.

## Сюжет
В доме Тынецких одновременно родились два мальчика. Первый из них, Гого, сын графини Тынецкой, а второй — Мацек, сын дворецкого. Мать Мацека, желая обеспечить своему ребёнку лучшую судьбу, меняет новорожденных в их кроватках. Проходят годы, мальчики не подозревают, что их поменяли. С ними растёт Кася, дочь умершей подруги графини Тынецкой, которую она взяла на воспитание. Графиня решает отправить сына на учёбу за границу.
Два молодых человека влюбляются в Касю. Перед смертью горничная решает рассказать правду.

## В ролях
- Александр Жабчинский — Гого
- Ежи Пихельский — Мацек
- Эльжбета Барщевская — Кася, воспитанница графини Тынецкой
- Станислав Лапиньский — управляющий семьи Тынецких
- Янина Кржимуская — Клоция
- Хелена Бучиньская — тётя Бетси
- Тадеуш Бялощиньский — дворецкий Александра
- Александр Зельверович — Тукалло
- Феликс Хмурковский — Колич
- Станислав Гролицкий — смотритель
- Зофия Линдорфовна — Михалина, жена дворецкого
- Леокадия Панцевичова —  графиня Тынецкая
- Ежи Ходецкий — адвокат